# Wigwałd
Wigwałd [pronunciación en polaco: /ˈviɡvau̯t/] (en alemán: Wittigwalde) es un pueblo ubicado en el distrito administrativo de Gmina Olsztynek, dentro del Condado de Olsztyn, Voivodato de Varmia y Masuria, en Polonia del norte. Se encuentra aproximadamente a 19 kilómetros al oeste de Olsztynek y a 36 kilómetros al suroeste de la capital regional Olsztyn.
Antes de 1945, el área fue parte de Alemania (Prusia Oriental).